# Elbow Ledge
Elbow Ledge est le nom d'un spot de surf américain situé sur la cote est, à Newport.
Ce spot peu connu est à environ 3 km de la baie de Newport. Son éloignement relatif le rend accessible uniquement par bateau, le rendant encore plus unique.
Le reef rocheux donne à la vague une puissance impressionnante ainsi que la particularité d'avoir des droites et des gauches (déferlement).
La vague par temps calme sature à partir de trois mètres et peut atteindre dans des conditions plus forte 5 mètres. Attention aux courants sous-marins et aux balises...